# Last Night on Earth
Last Night on Earth is een nummer van de Ierse band U2. Het nummer verscheen met het nummer Happiness Is a Warm Gun in juli 1997 als single.

## Geschiedenis
Van de single verschenen zeven verschillende versies.
U2 had dit nummer eigenlijk geschreven voor het album Zooropa, maar het was niet op tijd af. Vervolgens verscheen het nummer wel op het album Pop. Het nummer werd voor het eerst live ten gehore gebracht tijdens het openingsconcert van de tournee PopMart op 25 april 1997 in Las Vegas.

## Trivia
- In de videoclip van het nummer verschijnen beatmaker William Burroughs en supermodel-auteur Sophie Dahl (kleindochter van Roald Dahl).
- De videoclip is opgenomen in de geboortestad van William, Kansas City.

Bono · The Edge · Adam Clayton · Larry Mullen jr.